# Mladá fronta DNES

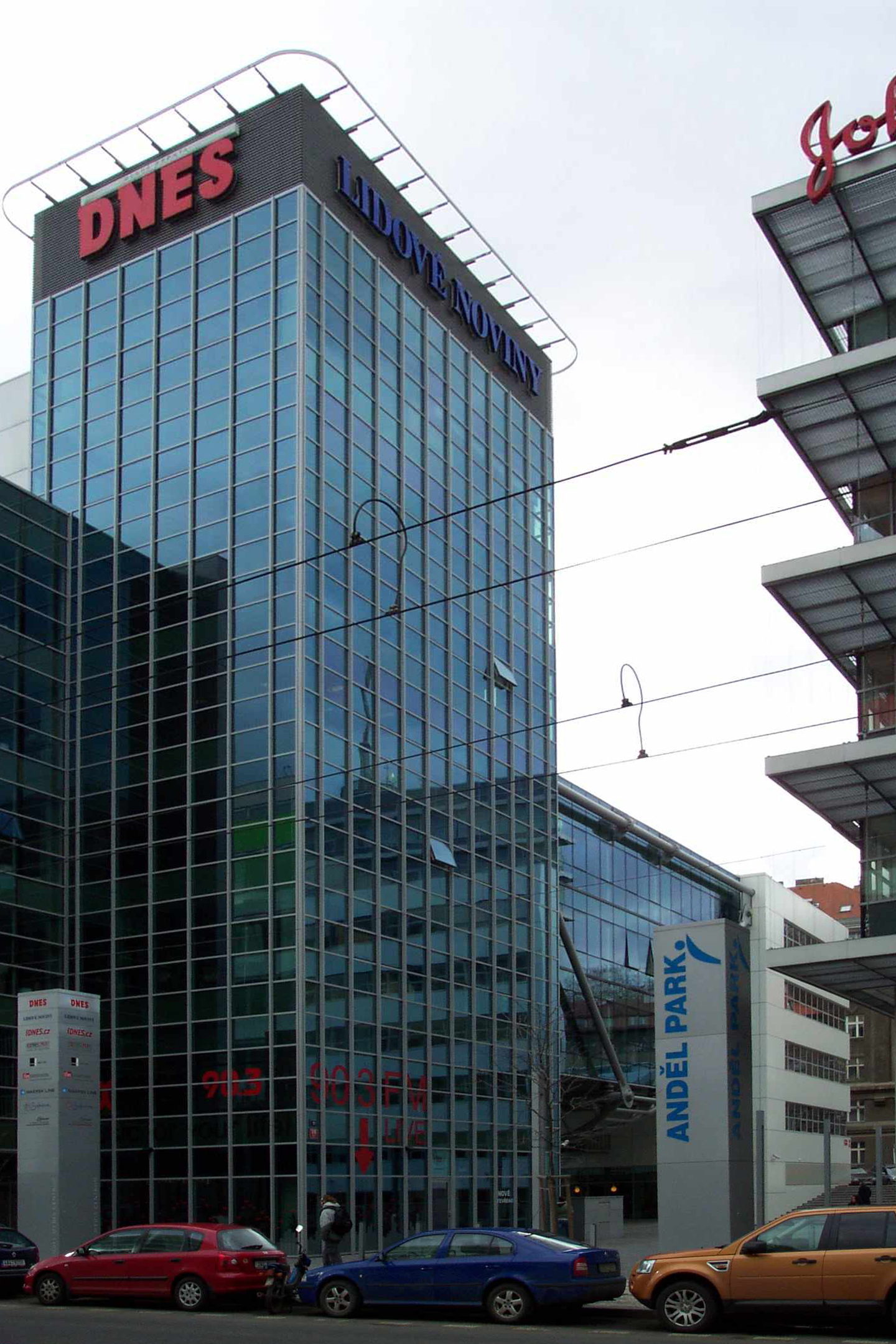
Anděl Media Centrum – sídlo MF Dnes a Lidových novin u Andělu v Praze na Smíchově

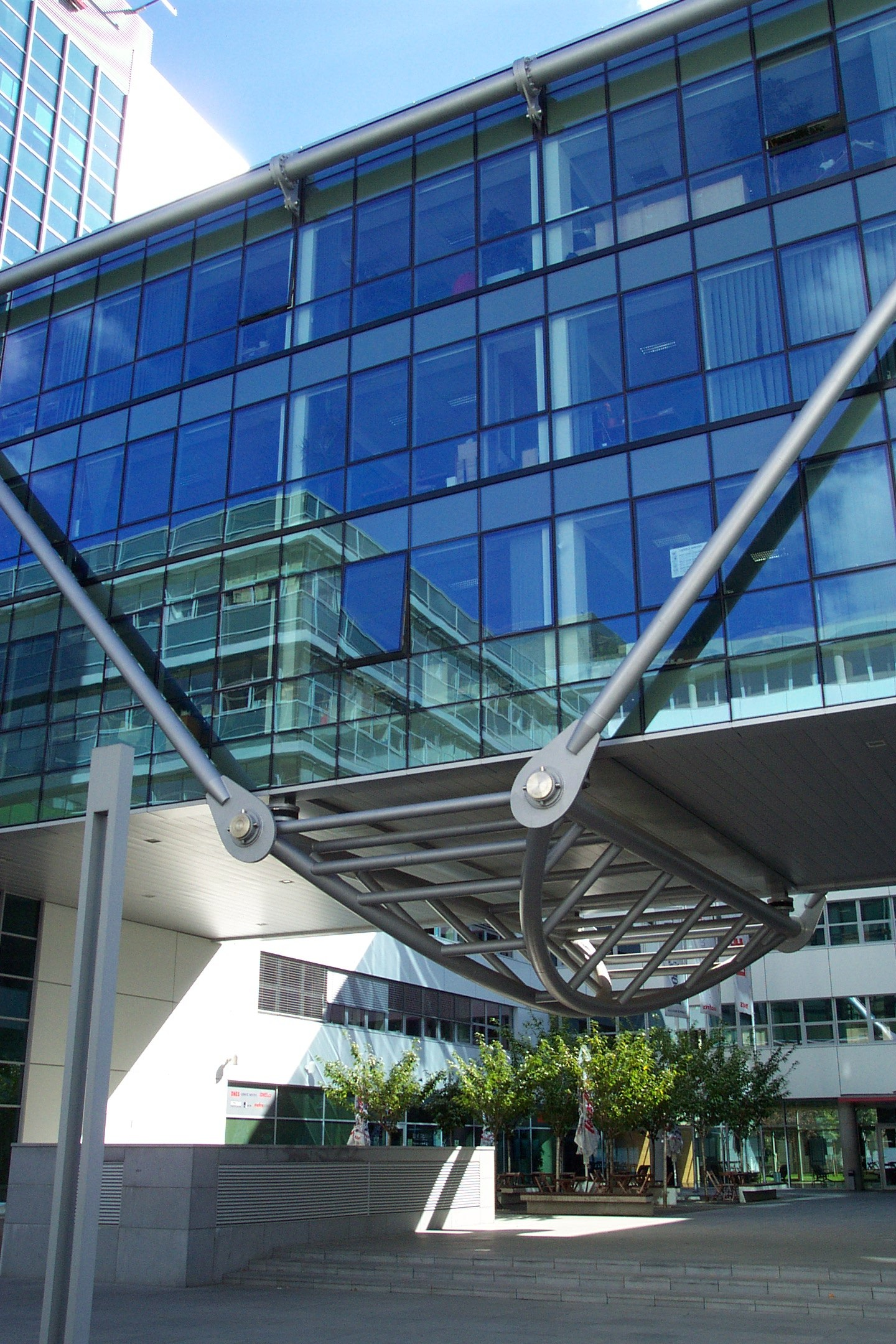
Vnitroblok sídla MF Dnes a LN

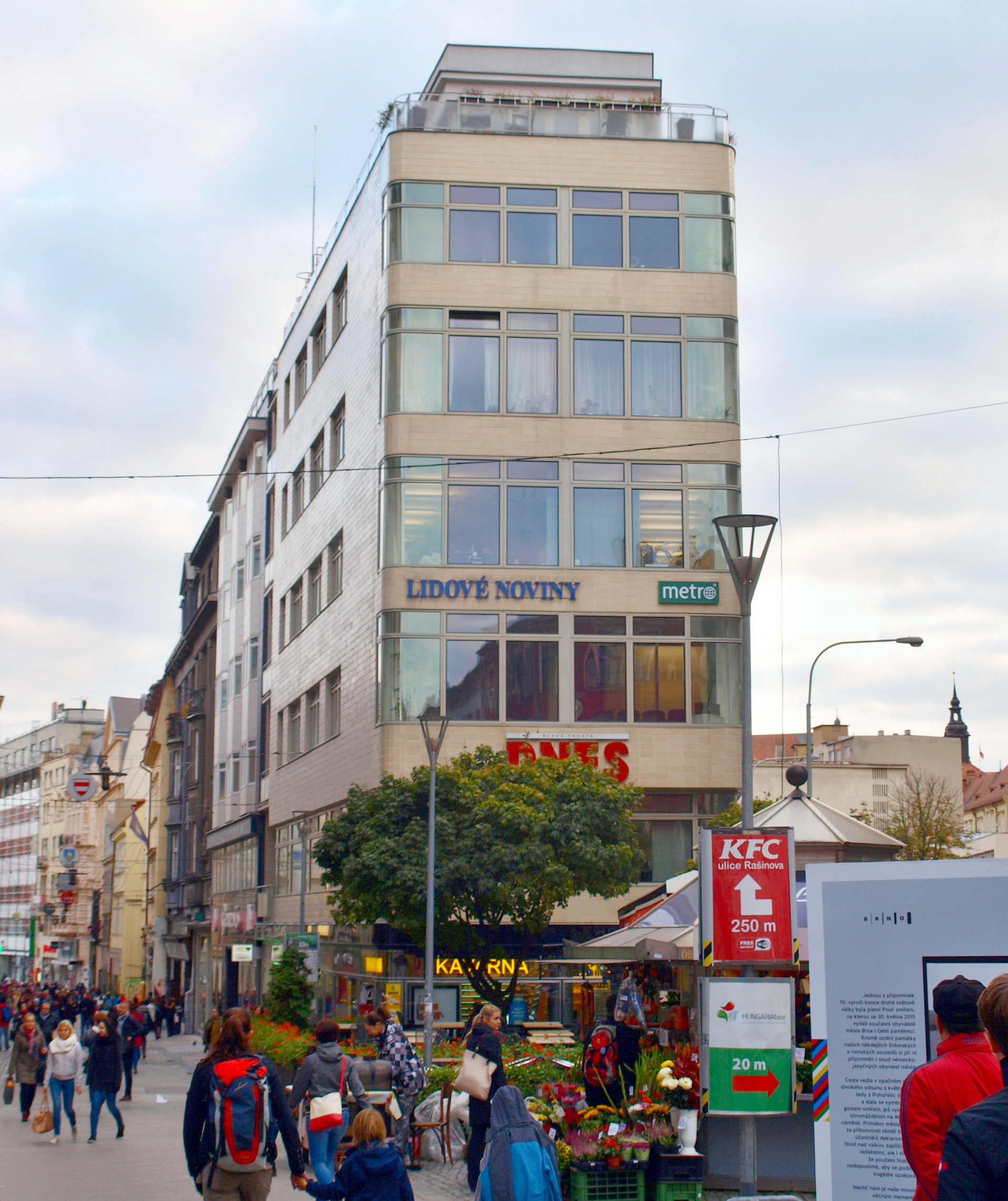
Brněnská redakce MF DNES a Lidových novin na České ulici

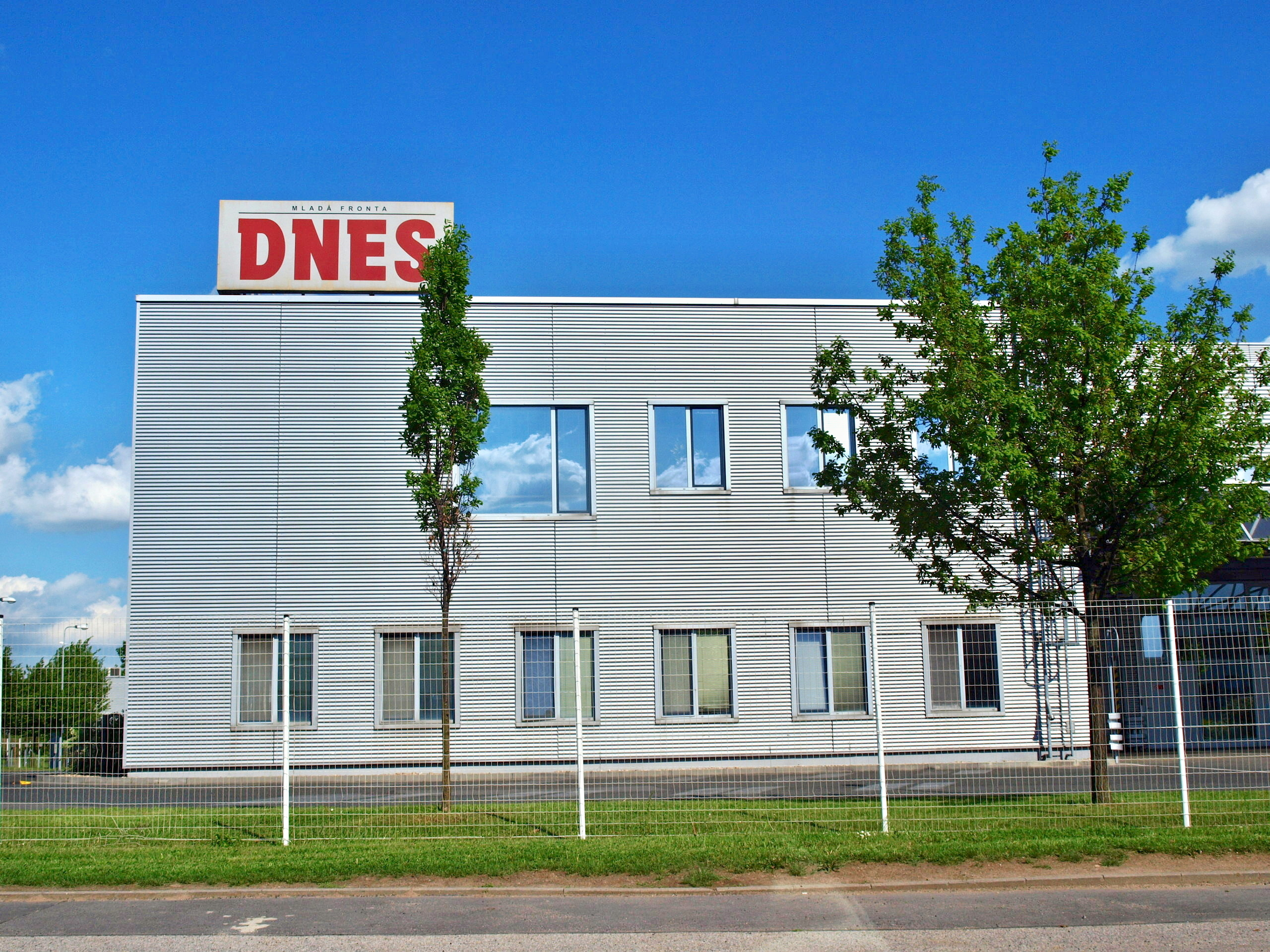
Objekt MF Dnes v Praze - Malešicích

Mladá fronta DNES (někdy psáno také Mladá fronta Dnes, zkráceně MF DNES, MF Dnes nebo MfD) je jeden z nejprodávanějších českých deníků. Noviny jsou registrované pod kódem ISSN 1210-1168 a začaly vycházet 1. září 1990. Zvolením podobného názvu navázaly na list Mladá fronta, který byl před sametovou revolucí orgánem[zdroj⁠?!] Ústředního výboru Socialistického svazu mládeže a od ledna 1990 ho vydávalo stejnojmenné vydavatelství. Noviny převzaly i jeho redaktory, know-how a čtenářskou základnu, avšak z právního hlediska jde o zcela jiný deník.
Mladá fronta DNES vznikla revoltou kolektivu redaktorů v roce 1990, kteří k jejímu vydávání založili společnost M a F a.s. Ta v roce 1991 vytvořila společně s francouzskou firmou Socpresse společnost MaFra a.s., pod kterou deník, který měl být původně vyvlastněn jako majetek SSM, přešel a která byla od roku 1995 plně vlastněna německým koncernem Rheinisch-Bergische Druckerei- und Verlagsgesellschaft mbH. (RBDV). V roce 2013 koupil vydavatelství Andrej Babiš, resp. jeho firma Agrofert.
Redakci tvoří centrální redakce v Praze a 14 regionálních redakcí. Šéfredaktorem deníku je od července 2014 Jaroslav Plesl. Komentátorem MF DNES je např. Miroslav Korecký nebo byl Teodor Marjanovič a další. Bývalý komentátor Martin Komárek odešel v roce 2013 do vrcholné politiky do hnutí ANO, které vede vlastník MF DNES. Noviny se zaměřují převážně na komentované zpravodajství a tematické přílohy.
Noviny MF DNES jsou vydávané denně s výjimkou neděle ve formátu 310 × 230 mm s přílohami ve stejném formátu nebo v časopiseckém formátu A4. Vydání obsahuje regionální přílohu příslušného kraje nebo srovnatelné oblasti. Tištěný náklad se liší podle dne vydání od 134,3 tisíc do 287,2 tisíc výtisků. Denně je prodáno přibližně 144 tisíc výtisků (k dubnu 2016), z toho necelých 48 tisíc v pultovém prodeji a přes 89 tisíc formou předplatného. Týž vydavatel provozuje také internetový portál iDNES.cz, na němž jsou publikovány některé texty z tištěného deníku a naopak.

## Podoba deníku
V deníku MF Dnes lze najít zpravodajské i publicistické články. Články jsou rozděleny do rubrik Z domova, Ze světa, Ekonomika, Kultura, Názory a Sport. Čas od času se objevují také jiné rubriky, např. Rozhovor. Součástí deníku jsou 2-3 strany regionálního zpravodajství rozděleného podle 14 krajů. V rubrice Z domova se objevují zprávy o aktuálním dění v Česku, Ze světa novinky ze světa, v rubrice Ekonomika se mj. objevují informace o Burze, aktuálních kurzech měn nebo ceně paliv. V kultuře se objevují pozvánky na akce nebo filmy aktuálně uváděné v kinech a recenze. Rubriku Názory tvoří názory čtenářů a různých osobností. Ve Sportu se objevují aktuální informace ze sportu.
| den             | příloha                 | popis |
| --------------- | ----------------------- | --- |
| pondělí         | Ona DNES                | magazín pro ženy |
| úterý           | Auto DNES               | magazín o automobilismu, technologiích a financích (poslední číslo vyšlo 27.12.2022)                                       |
| středa          | Doma DNES + Esprit      | hobby magazín + magazín o lifestyle, kariéře, módě, umění a cestování (poslední číslo vyšlo 25.06.2025)                    |
| čtvrtek         | Magazín DNES + TV       | showbiz magazín s TV programem na celý týden                                                                               |
| pátek           | Speciál DNES            | magazín o financích, ekonomice a dalších tématech                                                                          |
| sobota a neděle | Víkend DNES + Orientace | magazín na víkend, články, informace a rozhovory + víkendové přílohy o aktuálním dění, současnému myšlení, kultuře a umění |

## Historie
Redaktoři Mladé fronty si vymohli, že již od pondělí 20. listopadu 1989 poskytovali relativně pravdivé informace o událostech, zatímco některá jiná média situaci stále ignorovala nebo bagatelizovala. Přesto stále ještě mnoho materiálů šéfredaktorka Miloslava Moučková a její zástupci zcenzurovali. V revoluční atmosféře se 20. listopadu 1989 stal neformálně šéfredaktorem Libor Ševčík a podtitul listu se změnil na „deník Československé mládeže“. Vydávání deníku Mladá fronta bylo rozhodnutím vlastníka od 1. ledna 1990 převedeno z ÚV SSM na vydavatelství Mladá fronta. Na jaře 1990 ještě existovaly představy o tom, že vývoj směřuje k „socialismu s lidskou tváří“, a v rámci této představy nakladatelství usilovalo například o svoji změnu na státní podnik. SSM přejmenovaný na Svaz mladých však usiloval o udržení tohoto majetku. Deník byl v té době ziskový i vlivný.
Později se šéfredaktorem stal Petr Šabata. Karel Hvížďala, od května 1990 vedoucí zpravodajského oddělení, přišel s myšlenkou, že alespoň jedny noviny musí být nezávislé na státu, k čemuž je nezbytný zahraniční kapitál a privatizace. Redakce v té době vlastnila jen jeden fax a téměř žádné počítače. Nejprve se uvažovalo o společném projektu s inzertními novinami Annonce a Josefem Kudláčkem. Annonce skutečně jednou nebo dvakrát jako příloha Mladé fronty vyšla.
Dne 18. května 1990 předsednictvo Federálního shromáždění ČSFR přijalo zákonné opatření, podle něhož byla zakázána manipulace s majetkem KSČ a SSM. Ústavní zákon č. 497/1990 Sb., o navrácení majetku Socialistického svazu mládeže lidu České a Slovenské Federativní Republiky, s účinností od 1. ledna 1991 veškeré vlastnictví SSM, včetně deníku Mladé Fronty, převedl do správy státu. Stát měl dohlédnout na to, aby majetek SSM byl navrácen mládežnickým organizacím. V březnu 1993 byl Poslaneckou sněmovnou za účelem využívání majetku ve prospěch dětí a mládeže založen Fond dětí a mládeže. Část bývalého majetku SSM však tomuto fondu dlouho nebyla předána. Činnost fondu vzbuzovala pochybnosti a byla několikrát prošetřována Nejvyšším kontrolním úřadem. Teprve v roce 1998, po přijetí novelizujícího zákona č. 307/1997 Sb., byl majetek SSM vypořádán.

### VznikMladé fronty DNES
Dne 27. července 1990 byla zřízena společnost M a F a.s. se základním jměním 195 000 Kčs. M a F založilo 64 píšících redaktorů a jedna sekretářka redakce, z nichž každý vložil jmění 3 000 Kčs (to tehdy odpovídalo průměrnému měsíčnímu platu). Vlastnické podíly místo honoráře dostali i právníci z poradních firem. Akcionáři zažádali o zápis společnosti k 1. září 1990. Dne 2. srpna 1990 oznámili ředitelce vydavatelství Mladá fronta Koškové, že od 1. září začnou vydávat nový deník a od 1. října nový týdeník s odlišnými názvy, že všichni pracovníci požádají o rozvázaní pracovního poměru dohodou a že nová společnost má zájem využívat všechny služby stávajícího nakladatelství. Tento postup byl nutný proto, že převedení stávajících tiskovin SSM do soukromého vlastnictví bylo blokované zákonem. Distributorovi, Poštovní novinové službě (PNS), redaktoři oznámili, že pravděpodobně přestane vycházet Mladá fronta a že mohou předplatitelům nabídnout nové noviny Mladá fronta Dnes. Podobně probíhala i jednání s tiskárnami. Současně si "privatizátoři" zajistili právní ochranu názvů a značek.
V následujících týdnech však nebylo jasné, zda se Svazu mládeže nepodaří sehnat novou redakci a ve vydávání původních novin a časopisu pokračovat. Předseda SM Martin Ulčák nabízel až trojnásobné platy oproti obvyklým. Šéfredaktoři Mladé fronty a Mladého světa byli oprávněni přijímat výpovědi, takže v polovině srpna 1990 uzavřeli dohodu o rozvázání pracovního poměru se všemi podřízenými redaktory a sami podali výpovědi paní Koškové, která je nakonec přijala. 22. srpna 1990 byla společnost M a F a.s. zapsána do obchodního rejstříku a tentýž den Ministerstvo kultury zaregistrovalo nový deník Mladá fronta Dnes. Jednání mezi SM, nakladatelstvím a novou a.s. však byla dramatická, předseda SM Ulčák naposledy odmítl předat nové redakci oprávnění k vydávání tiskovin pod původními názvy. Koncem srpna, kdy se redaktoři obávali násilného obsazení redakce Svazem mládeže, si sjednali soukromě ochranu prostřednictvím příslušníků Útvaru rychlého nasazení (URNA), kteří v kritických dnech ve svém osobním volnu v redakci i přespávali. Ulčák nakonec 29. srpna s převodem práv k vydávání souhlasil, ale souhlas ho donutilo zrušit zamítavé stanovisko Národní rady mládeže a Majetko-právní unie ČSFR. Dne 29. srpna ještě SM psalo vydavatelství dopis, že redaktoři, kteří podali výpověď, musí vrátit klíče. 30. srpna se však rozhodli řešit vše smírnou cestou. 31. srpna proběhlo jednání čtyř stran (Svaz mládeže, nakladatelství, nová akciová společnost a zástupci původní redakce z roku 1945) u předsedy vlády Petra Pitharta. Pithart podpořil "privatizující" redaktory a v 16 hodin večer před vydáním první Mladé fronty Dnes byla podepsána oboustranně výhodná[zdroj⁠?!] hospodářská smlouva mezi M a F a.s. a vydavatelstvím Mladá fronta. Autorem názvu Mladá fronta Dnes je pravděpodobně Martin Komárek.
Někteří kritici této formy privatizace tvrdí, že hodnoty, v té době již podle zákona státní, které si kolektiv redaktorů přisvojil (pozice na trhu, seznam předplatitelů, renomé listu) mohly mít hodnotu až kolem 2 miliard Kčs a že toto „vytunelování“ se stalo vzorem i pro mnohé další podniky. Vlastníkem kmene předplatitelů však původně byla Poštovní novinová služba, nikoliv vydavatelství Mladá fronta.[zdroj⁠?!]

### Seznam privatizátorů
Karel Hvížďala, Petr Zempliner, Petr Šabata, Martin Komárek, Ondřej Neff, Alexandr Ferra, Marcela Pecháčková, Libor Ševčík, Vojtěch Trapl, Pavel Beránek, Vladimír Matějovský, Bořek Hanuš, Bohumil Židek, Karel Pacner, Tomáš Marek, Viliam Buchert, Jiří Leschtina, Jan Čech, Jindřich Štěpánek

### Převzetí M a F zahraničním kapitálem
Do října 1992 bylo základní jmění M a F a.s. navýšeno přibližně na padesátinásobek. Dne 11. prosince 1991 se spojilo vydavatelství M a F a.s. se Socpresse, patřící do francouzské tiskové skupiny Hersant, a vznikla nová a.s. MaFra, ve které M a F vlastnil 52 % akcií a Socpresse 48 %. V roce 1994 Francouzi zvýšili svůj podíl na 52 % akcií a ten prodali v roce 1995 německému koncernu Rheinisch-Bergische Druckerei- und Verlagsgesellschaft (RBVG), který koupil i menšinové podíly českých majitelů. RBVG byla vlastníkem společnosti MaFra až do 26. června 2013, kdy ji (stejně jako konkurenční, ale stejným vlastníkem vlastněné Lidové noviny) koupil majitel společnosti Agrofert a z tehdejšího pohledu potenciální politik Andrej Babiš. V důsledku toho podalo několik pracovníků obou deníků výpověď (z MF například její šéfredaktor Robert Čásenský nebo investigativní reportér Jaroslav Kmenta, který Babiše označil jako kmotra, z LN například jejich šéfredaktor Dalibor Balšínek).

### Policejní šetření privatizace
Dne 6. května 1998 podal Ladislav Froněk, vydavatel Deníku Špígl, trestní oznámení Nejvyšší státní zástupkyni. Policie oznámení odložila jako neodůvodněné. Froněk se odvolal a Obvodní státní zastupitelství pro Prahu 1 stížnost vyhodnotilo jako oprávněnou a uložilo Policii případ znovu otevřít.
Obvodního zastupitelství pro Prahu 1, došlo k závěru, že celou záležitost nelze posoudit, dokud se nezajistí listinný důkaz, kterým bylo povoleno vynětí movitého majetku bývalého ÚV SSM z celku a jeho převedení na 65 redaktorů (mělo by to být povolení Federálního ministerstva financí) a dokud se nezjistí, kdo rozhodl o oddělení Mladé Fronty do privátních rukou. Tím vyšetřování skončilo.
Trestní oznámení bylo podáno i na Marii Koškovou, která jednala jménem vydavatelství Mladá fronta. Vzhledem k tomu, že nedošlo k převodu vlastnictví na M a F a.s., ale jen k časově omezenému pronájmu, k němuž nebylo nutné svolení Federálního ministerstva financí, případ byl odložen.
Kontrolní skupina Federálního ministerstva kontroly v roce 1991 a 1992 a skupina finančního ředitelství Magistrátu hl. m. Prahy v roce 1991 se zabývaly hospodářskými smlouvami mezi M a F a.s. a podnikem Mladá fronta. Závěrečné zprávy žádné porušení zákona nekonstatovaly.

### Zakoupení skupiny MAFRA Andrejem Babišem
Deník byl jako součást skupiny MAFRA prodán Andreji Babišovi 26. června 2013 v době, kdy vstupoval do politiky a již tehdy byl kritizován např. Karlem Hvížďalou, který to viděl jako pád další zdi mezi médii, byznysem a politikou. Mluvčí Agrofertu Karel Hanzelka tehdy popřel, že by chtěl Andrej Babiš zasahovat do obsahu novin nebo propouštět zaměstnance. Po zrušení Lidových novin, Příloha Lidových novin Orientace se od září stane 2024 součástí sobotního vydání deníku Mladá fronta DNES.

## Kritika
Český klub skeptiků Sisyfos udělil v roce 2004 příloze deníku MF Dnes Zdraví a životní styl spolu s deníkem ROVNOST anticenu zlatý Bludný balvan v kategorii družstev za „nekritickou propagaci alternativní medicíny a za šíření neověřených zpráv a dezinformací“.

### Změny v období Andreje Babiše

#### Změna stylu reportování
V roce 2015 provedlo sdružení Free Czech Media podrobnou rešerši, jak Mladá fronta DNES a Lidové noviny změnily svůj styl reportování o Andreji Babišovi a jeho politických oponentech ve dvou různých obdobích: 19 měsíců před převzetím skupiny MAFRA a 19 měsíců poté. Ukázalo se že došlo k nárůstu pozitivních a oslavných článků, zatímco počet negativních klesl na nulu.
5. března 2018 se zaplnila náměstí v Praze a dalších městech protesty proti Andreji Babišovi, Miloši Zemanovi a zvolení Zdeňka Ondráčka do čela sněmovní komise pro GIBS. MF Dnes o tom na titulní stránce na rozdíl od jiných deníků vůbec nereferovala a titulní stranu následující den ovládl test autolékárniček, což se stalo předmětem kritiky. Proti takovémuto politickému uvedení článku protestoval i zakladatel sdružení PrPom, který byl v testu citován.

#### Odchod redaktorů
Den po zakoupení tisku Andrejem Babišem, tedy 27. června 2013, oznámil rezignaci šéfredaktor Robert Čásenský, z pozice odešel po dohodě až 7. listopadu téhož roku. Na pozici šéfredaktora ho vystřídala Sabina Slonková. Do redakce vstupovala s oznámením, že Andrej Babiš nebude ovlivňovat obsah novin: „dohody ze strany Andreje Babiše platí“. Po půl roce však podala výpověď s odůvodněním, že její názory na nezávislost novin se diametrálně liší od zbytku vedení společnosti. Později uvedla, že nezávislost v pojetí Andreje Babiše je „odsud posud“. Poté, co byly zveřejněny tajné nahrávky Skupiny Julius Šuman o ovlivňování obsahu médií Andrejem Babišem, odešli v květnu 2017 další redaktoři.